# Abendmusik
Abendmusik (alemany per a «música vespertina») és un concert que es brinda a la vesprada, a l'església de la Mare de Déu (Marienkirche) a Lübeck a l'estat de Slesvig-Holstein.

## Història
Abendmusik es refereix a una sèrie de concerts a l'Església de Santa Maria (Lübeck, Alemanya), que van començar al segle xvii i es van estendre fins al 1810. Finançat per empresaris locals i per tant, d'entrada lliure per al públic, Franz Tunder (organista d'aquesta església des del 1641 fins al 1667) va ser el primer a oferir aquest tipus de concert amb música d'orgue i una varietat de músiques vocals. Va ser amb el seu successor, Dieterich Buxtehude (organista a Lübeck des de 1668 fins a 1707) que aquests concerts van aconseguir certa prominència i es va establir que es representessin els cinc diumenges que precedeixen el Nadal. Buxtehude i els seus successors fins i tot van arribar a compondre oratoris de cinc parts per a ser representats al llarg d'aquestes cinc jornades.
L'organista Walter Kraft (1905-1977) va renovar aquesta tradició el 1926.